# جهنمية شجرية
الجهنمية شجرية (الاسم العلمي:Bougainvillea arborea) هي نوع غير مؤكد من النباتات يتبع جنس الجهنمية من الفصيلة الشبية.